# Els amants de la nit
 Els amants de la nit  (títol original en anglès: They Live by Night) és una pel·lícula estatunidenca dirigida per Nicholas Ray, la seva primera, filmada el 1947, però estrenada el 1949.
Prototip del gènere «fuga de parelles», aquesta pel·lícula prefigura sobretot Bonnie and Clyde. Ha estat doblada al català
La pel·lícula és l'adaptació de la novel·la Thieves like us escrita per Edward Anderson. El 1974, la novel·la és adaptada una vegada més per Robert Altman: Lladres com nosaltres.

## Argument
El jove Bowie fa equip amb els lladres Chicamaw i T-Dub per robar un banc - té necessitat de diners per contractar un advocat que provaria la seva innocència de l'homicidi de què se l'acusa. En la fuga, Bowie aconsegueix una serenitat efímera en la seva trobada amb la jove Keechie. Tot es complica quan els seus còmplices recorden...

## Repartiment
- Cathy O'Donnell: Catherine 'Keechie' Mobley
- Farley Granger: Arthur 'Bowie' Bowers
- Howard Da Silva: Chicamaw 'One-Eye' Mobley
- Jay C. Flippen: Henry 'T-Dub' Mansfield
- Helen Craig: Mattie Mansfield
- Ian Wolfe: el pastor Hawkins
- Will Wright: Mobley
- Marie Bryant: la cantant del club
- William Phipps: el jove granger
- Harry Harvey: el banquer Hagenheimer